# Jindřich Burgundský
Jindřich Burgundský (1066–1112) byl v letech 1093–1112 portugalským hrabětem z Burgundské dynastie, zakladatel portugalské linie tohoto rodu. Byl otcem prvního portugalského krále Alfonse I.

## Život
Jindřich Burgundský byl vnukem burgundského vévody Roberta I. a pocházel tak z vedlejší větve Kapetovců. Odešel na Pyrenejský poloostrov, kde Alfons VI., král Kastílie a Leónu vlastnil rozsáhlá území a ta byla rozdělena na kraje spravované jednotlivými hrabaty. Ustavičné válečné napětí s muslimy vyžadovalo stálou vládu a nové osídlence. Král tedy potřeboval Gaskoňce, Bretonce, Angličany, Němce, Burgunďany, Normany, Tolosánce, Provensálce, Lombarďany a své dvě dcery provdal za burgundské šlechtice. Jindřich Burgundský se tak roku 1093 oženil s Alfonsovou levobočnou dcerou Terezou a o dva roky později mu byla tchánem svěřena vláda v oblasti mezi Dourem a Minhem zvaná Portucale. Roku 1103 se Jindřich vydal na křížovou výpravu do Svaté země. Po návratu roku 1105 sídlil v Guimarães, Braze a Coimbře.
Společně se švagrem Raimundem, jemuž byl povinen vazalstvím, usiloval o získání větší samostatnosti. Oba muži uzavřeli tajnou dohodu, v níž se pravilo, že po tchánově smrti se zmocní území koruny bez ohledu na nástupnická práva prince Sancha. Jindřich by tak získal okolí Toleda a třetinu královského pokladu. Dohoda zanikla roku 1107 Raimundovou smrtí a brzy poté v bitvě u Uclésu zemřel i Sancho. Tchán, s nímž Jindřich stále udržoval dobré vztahy, zemřel roku 1109 a vládu v Leónu a Kastílii převzala Raimundova vdova Uracca, Terezina nevlastní sestra. Urraca se provdala za Alfonse Aragonského a Jindřich se snažil využít vzájemnou nevraživost mezi manžely využít k posílení svého vlastního postavení a rozšíření svých statků. Pokoušel se získat vojáky ve své původní vlasti, spřádal politické intriky a uprostřed této snahy jej v listopadu 1112 zastihla smrt. Byl pohřben v katedrále Panny Marie v Braze.
Regentkou portugalského hrabství se na příštích čtrnáct let stala vdova Tereza Kastilská. Syn Alfons roku 1128 vyhlásil nezávislost Portugalska a po vítězné bitvě u Ourique byl vojáky provolán za krále Portugalska.
Portugalská linie Kapetovců poté vládla v Portugalsku až do roku 1383, kdy nastoupila její vedlejší linie dynastie Avíz.